# Acrocercops crypsigrapha
Acrocercops crypsigrapha är en fjärilsart som beskrevs av Edward Meyrick 1930. Acrocercops crypsigrapha ingår i släktet Acrocercops och familjen styltmalar.
Artens utbredningsområde är Myanmar. Inga underarter finns listade i Catalogue of Life.